# Alexander Mayr
Alexander Mayr (* 23. August 2002 in Wels) ist ein österreichischer Fußballspieler.

## Karriere
Mayr begann seine Karriere beim SC Marchtrenk. Zur Saison 2016/17 kam er in die AKA Linz, in der er fortan sämtliche Altersstufen durchlief.
Im Juni 2020 debütierte er für seinen Stammklub FC Juniors OÖ in der 2. Liga, als er am 20. Spieltag der Saison 2019/20 gegen den FC Wacker Innsbruck in der 80. Minute für Patrick Plojer eingewechselt wurde. In drei Spielzeiten kam er zu 22 Zweitligaeinsätzen für die Juniors, in denen er zwei Tore erzielte.
Nachdem sich das Team aus der 2. Liga nach der Saison 2021/22 zurückgezogen hatte, wechselte Mayr zur Saison 2022/23 zum Regionalligisten WSC Hertha Wels. Für Wels kam er zu 74 Einsätzen in der Regionalliga, in denen er zwölfmal traf. 2025 stieg er mit dem Team als Meister in die 2. Liga auf.